# Smiřice
Smiřice (in tedesco Smirschitz) è una città della Repubblica Ceca facente parte del distretto di Hradec Králové, nella regione omonima.